# Hôpital d’instruction des armées Omar Bongo Ondimba
L'hôpital d'instruction des armées Omar Bongo Ondimba  (HIA-OBO)   est un hôpital militaire à Libreville au Gabon.

## Description
Construit en 1998 sur l’ancien site de l’hôpital Militaire, l’HIA offre les services d’un hôpital d’urgence médico-chirurgical équipé d’un héliport et est ouvert aux militaires ainsi qu’aux civils.
Il compte une unité de grands brûlés, un service d’imagerie médicale avec scanner, un laboratoire d’analyses, un service ambulancier, une trentaine de médecins spécialisés en ophtalmologie, gynécologie, orthopédie, cardiologie.
L'hôpital est l’unité la plus performante de la sous-région.
Au dernier étage, une clinique VIP, baptisée Léon Mba, accueille les malades fortunés.

### Spécialités
Ses spécialités sont chirurgie, ophtalmologie, gynécologie, orthopédie, cardiologie, grands brûlés, acupuncture, neurologie-hémodialyse, neurochirurgie, orl, chirurgie viscérale, fibromyalgie, radiologie, pédiatrie, néonatologie, anatomopathologie (service vétérinaire), stomatologie, réanimation, hémodialyse.

### Organisation
L'Hôpital d'Instruction des Armées Omar Bongo Ondimba est placé sous l’autorité de la Direction Générale du Service de Santé Militaire (DGSSM).
Il est doté d'un Conseil d’Administration qui définit et oriente la stratégie générale de l'établissement, conformément aux objectifs du Service de Santé Militaire. Il jouit d'une autonomie de gestion.
L'Hôpital est placé sous l’autorité d'un Médecin-Chef, commandant l'hôpital, assisté par un commandant en second.
Ils sont nommés par décret du Président de la République.

### Chiffres clés
En 2021, L’Hôpital d'Instruction des Armées Omar Bongo Ondimba (HIA-OBO) présente les chiffres suivants :
| Activité                      | Nombre  |
| ----------------------------- | ------- |
| Séjours d'hospitalisation     | 9 213   |
| Consultations                 | 56 975  |
| Passages aux urgences         | 10 036  |
| Examens d'imagerie médicale   | 37 366  |
| Analyses en biologie médicale | 206 658 |
| Naissances                    | 1823    |